# Birdingbury
Birdingbury är en ort och civil parish i Storbritannien.   Den ligger i grevskapet Warwickshire och riksdelen England, i den södra delen av landet, 120 km nordväst om huvudstaden London. Birdingbury ligger 79 meter över havet och antalet invånare är 327.
Terrängen runt Birdingbury är platt. Runt Birdingbury är det ganska tätbefolkat, med 116 invånare per kvadratkilometer. Närmaste större samhälle är Coventry, 14,4 km nordväst om Birdingbury. Trakten runt Birdingbury består till största delen av jordbruksmark.